# Pelekium velatum
Pelekium velatum là một loài Rêu trong họ Thuidiaceae. Loài này được Mitt. mô tả khoa học đầu tiên năm 1868.